# Nußdorfer Straße metróállomás

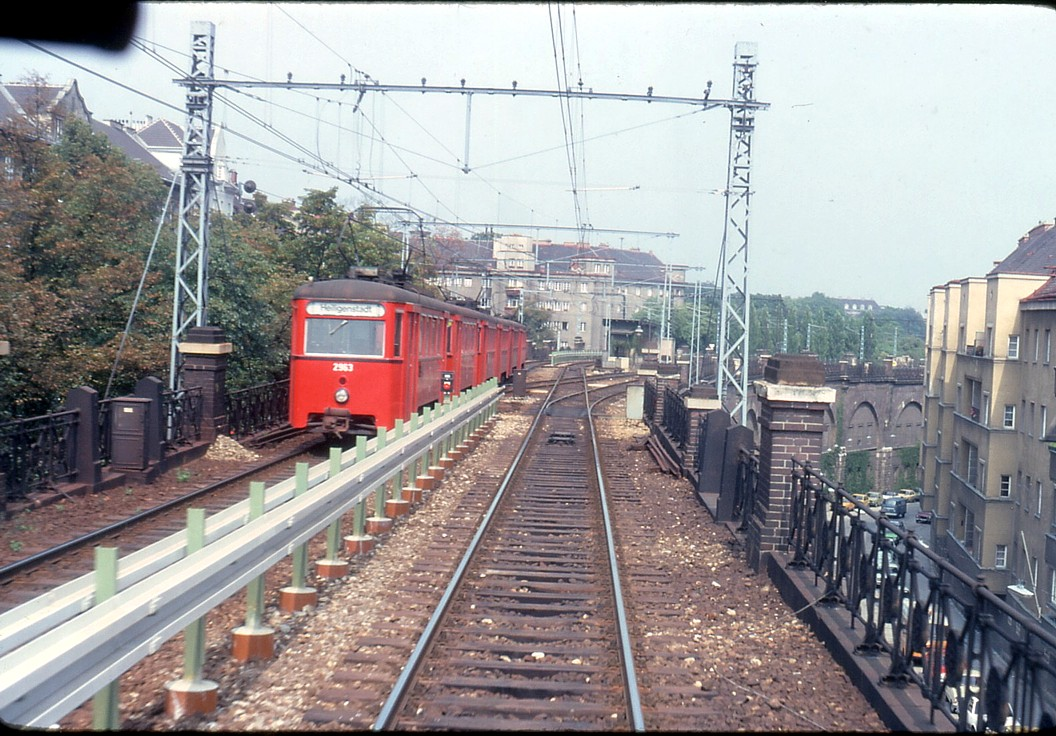
Az állomás északi részén lévő egykori elágazás. Az egyenesen menő pálya Heiligenstadt felé, a jobb irányú kiágazás Friedensbrücke irányába vezetett. A Friedensbrückei szakasz 1991. március 4-én, a Heiligenstadti szakasz 1996. május 4-én szűnt meg. Ma a 6-os metró egy köztes helyen, Spittelaunál találkozik a 4-es metróval

A bécsi Nußdorfer Straße metróállomás az U6-os metróvonal egyik állomása Währinger Straße és Spittelau állomások között Bécs 9. kerületében, Alsergrundban. A megálló 1898-ban épült, és eredetileg a Stadtbahnt szolgálta. 1918-ban az állomást bezárták, majd 1925-ben az elektromos Stadtbahn átadáskakor úja megnyitották. 1989-ben a Stadtbahn megszűnésével átalakították metróállomássá, ám külső kinézetén nem változtattak, ezért műemlékvédelem alatt áll.

Ez az állomás volt a Gürtellinie Stadtbahnvonal elágazásának helye. Innen északi irányba Heiligenstadt és Friedensbrücke felé haladt tovább a pálya, így a Stadtbahnnak egy jelentősebb állomása volt. A metróvá alakítás után az elágazás csak 1991. március 4-éig maradt meg. Ekkor szűnt meg a Friedensbrücke felé vezető pályarész. Ezt követően minden U6-os járat Heiligenstadt felé közlekedett tovább. 1996. május 4-én a Heiligenstadti szakasz is megszűnt, ezt követően a metró ez egykori két vonala között, a 4-es metrót Spittelaunál metszve haladt, mely útvonalat a metrók a mai napig használnak. Mivel az állomás kicsivel az elágazástól délebbre fekszik az útvonalmódosításokkor nem lett érintett a változásokban.

## Jellemzője
Az állomás a föld felett épült, kétvágányos, szélső peronos kialakítású. A perontető a peron majdnem teljes hosszát lefedi, de a vágányokig nem ér el. Az állomás bejárata az utcaszintben van, bejáratként egy zöld lengőajtó van. A bejáraton belépve egy négyzetrácsos burkolatú előtérbe érkeznek az utasok. A metró egy szinttel feljebb áll meg, ahova a szélső peronos kialakítás miatt két külön lépcsőn lehet felmenni.
| U6 (Floridsdorf ↔ Siebenhirten) |                                              |                         |
| Állomás                         | Átszállási kapcsolatok                       | Fontosabb létesítmények |
| Nußdorfer Straße                | 37, 38 35A, 37A N35, N36, N38, N64(éjszakai) |                         |

## Galéria

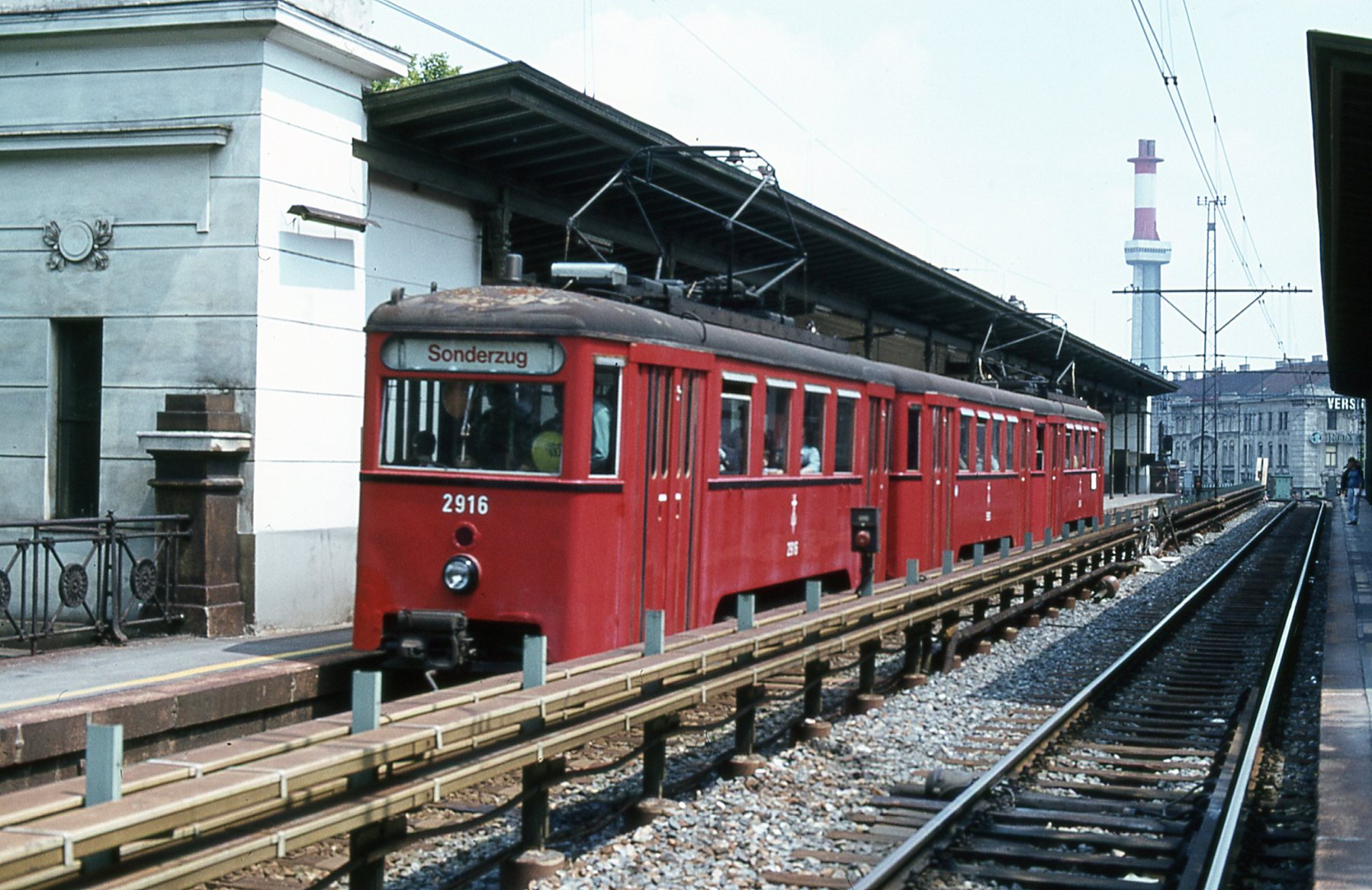
Az állomás egy elektromos N1 típusú Stadtbahnkocsival
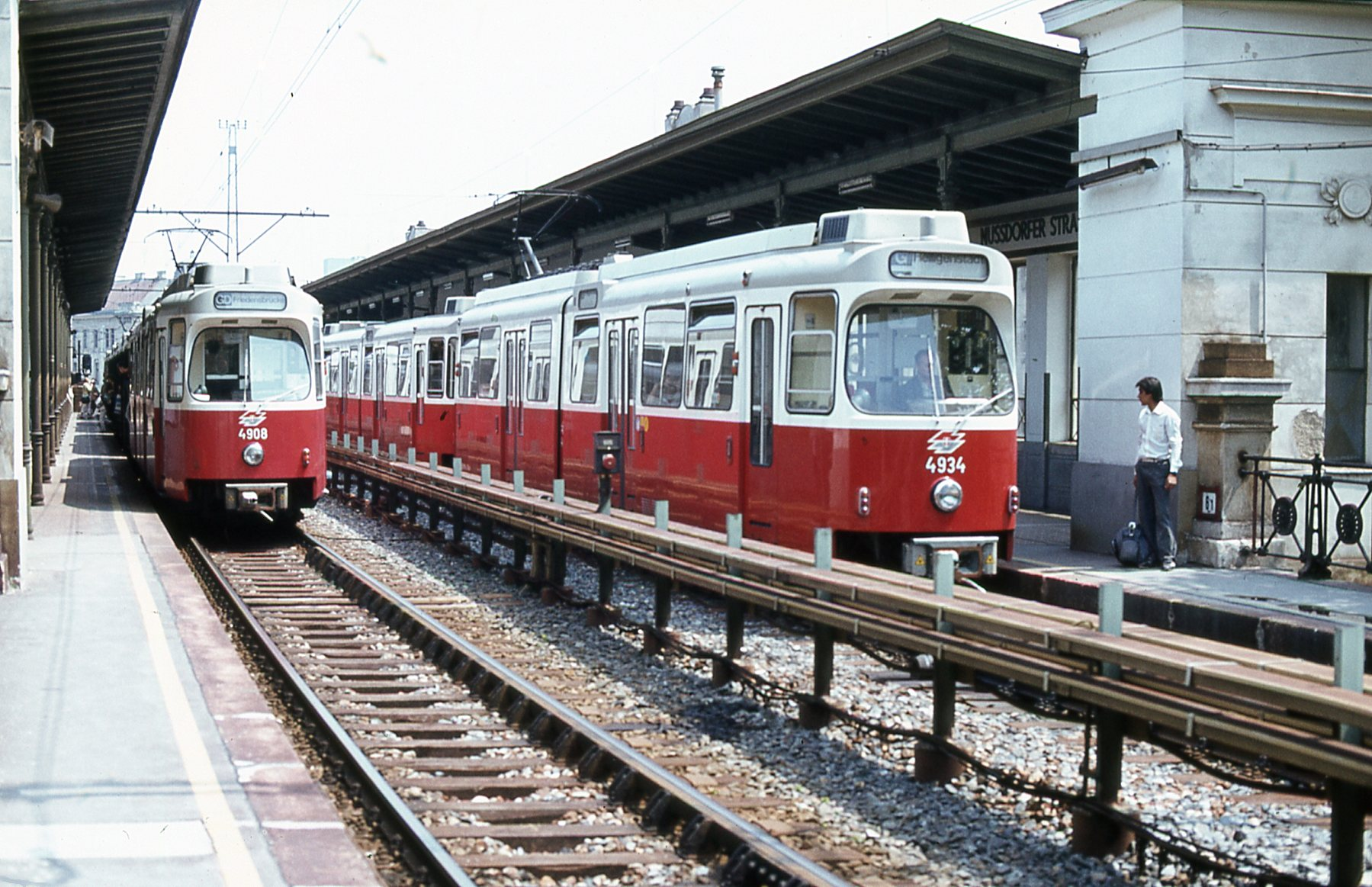
E6 motor- és C6 pótkocsik Stadtbahnként. Később az ilyen típusú kocsik az U6-on is közlekedtek
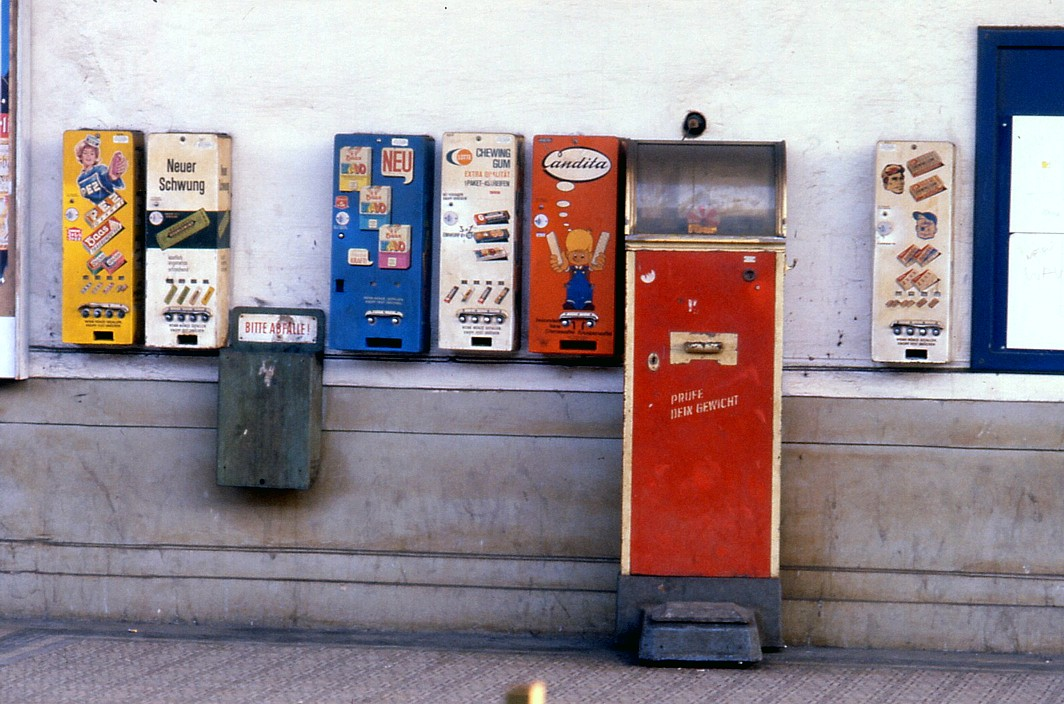
Különböző automaták 1981-ben
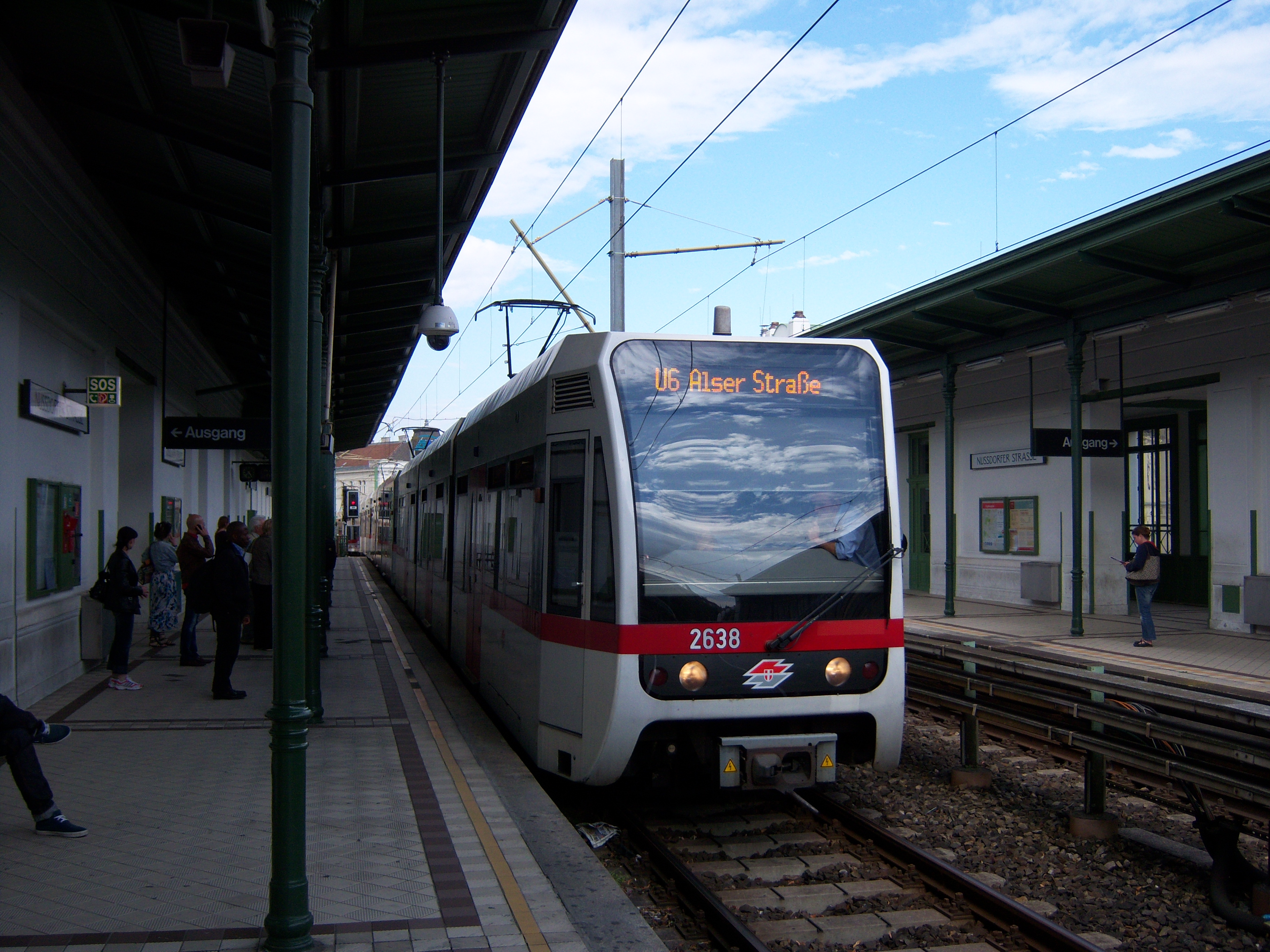
Az állomás napjainkban

## Fordítás
- Ez a szócikk részben vagy egészben  az   U-Bahn-Station Nußdorfer Straße című német Wikipédia-szócikk fordításán alapul.  Az eredeti cikk szerkesztőit annak laptörténete sorolja fel. Ez a jelzés csupán a megfogalmazás eredetét és a szerzői jogokat jelzi, nem szolgál a cikkben szereplő információk forrásmegjelöléseként.